# Kučići (Republika Serbska)
Kučići (cyr. Кучићи) – wieś w Bośni i Hercegowinie, w Republice Serbskiej, w mieście Trebinje. W 2013 roku liczyła 24 mieszkańców.